# Que te perdone Dios
Que te perdone Dios este o telenovelă mexicană pentru tineri al cărei producător este Angelli Nesma Medina.De fapt ea este un remake al serialului mexican “Abrazame muy fuerte”.A fost transmisă pentru prima dată între anii 2015 având un număr de episoade,aceasta este una dintre cele mai lungi telenovele ale Televisa.

## Distribuție
- Zuria Vega - Abigaíl Ríos / Abigaíl Ramos Flores
- Mark Tacher - Mateo López-Guerra Fuentes
- Sergio Goyri - Fausto López-Guerra
- Rebecca Jones - Renata Flores del Ángel de López-Guerra
- Sabine Moussier - Macaria Ríos
- Altair Jarabo - Diana Montero
- María Sorté - Helena Fuentes Vda. de López-Guerra
- René Strickler - Patricio Duarte
- Ana Bertha Espín - Constanza del Ángel Vda. de Flores
- Ferdinando Valencia - Diego Muñoz  †
- Alejandro Ávila - Lucio Ramírez
- Manuel Ojeda - Melitón Ramos
- Laisha Wilkins - Ximena Negrete de Zarazua/ Daniela Negrete
- Dacia González - Vicenta Muñoz
- Zaide Silvia Gutiérrez - Simona Sánchez
- Ana Patricia Rojo - Efigenia de la Cruz y Ferreira
- Fabián Robles - Julio Acosta Montero / Julián Montero
- Eric del Castillo - Bruno Flores Riquelme †
- Antonio Medellín - Padre Francisco Ojeda Bernal †
- Alejandra Ávalos - Mía Montero Vda. de Acosta †
- Moisés Arizmendi - Porfirio Zarazua
- Héctor Sáez - Comandante Efraín Barragán
- Alejandra Procuna - Eduviges de la Cruz y Ferreira
- Raúl Olivo - Jaime Díaz "Motor"
- Óscar Bonfiglio - Marcelino Escalante
- Julio Mannino - Benito
- Myrrha Saavedra - Amanda Ríos
- Carlos Athié - Maximiliano "Max" Zarazúa
- Adriano - Antonio "Toño" Sánchez
- Santiago Hernández - Alfredo "Fredy" Sánchez †
- José María Galeano - Padre Tomás Ojeda Bernal
- Iván Caraza - Mano Negra
- Rafael Amador - Rafa, el cantinero
- Alejandra Robles Gil - Teodora
- Daniela Basso - Juanita
- Lakshmi Picazo - Nieves Barragán
- Silvia Valdéz - Violeta Escalante
- Jessús Di Alberti - Estebán
- Irán Castillo - Renata Flores del Ángel (joven)
- Ale García - Macaria Ríos (joven)
- Brandon Peniche - Pablo Ramos †
- Erik Díaz - Fausto López-Guerra (joven)
- Christian Vega - Lucio Ramírez (joven)
- Ricardo Franco - Gerardo López-Guerra  †